# アンドリュー・レッドメイン
アンドリュー・ジェームズ・レッドメイン（Andrew James Redmayne, 1989年1月13日 - ）は、オーストラリア・ニューサウスウェールズ州ゴスフォード出身のサッカー選手。Aリーグ・メン・シドニーFC所属。ポジションはゴールキーパー。オーストラリアサッカー連盟が運営していた育成プログラム「オーストラリア国立スポーツ研究所フットボールプログラム」(Australian Institute of Sport Football Program(現:FFAセンター・オブ・エクセレンス))の出身で、セントラルコースト・マリナーズFCでプロデビューを果たした。2010年にブリスベン・ロアーFCへ、2012年にメルボルン・シティFCへ、2015年にウェスタン・シドニー・ワンダラーズFCへ移籍し、2017年からはシドニーFCでプレーしている。サッカーオーストラリア代表としてはU20、U23、シニアのカテゴリで出場経験がある。PK戦に定評があり、ゴールライン上で踊るかのように手や足を大きく揺らす独特のルーティーンが特徴。

## 経歴

### クラブ
1989年にゴスフォードで生まれたレッドメインは、地元のNSWISおよびAISでのユースにてサッカーを始めた。NSWIS所属時のイングランド遠征にてアーセナルFCの短期トライアルに参加した経験も持つ。移籍の話もあったが、アーセナルが当時15歳のヴォイチェフ・シュチェスニーと契約したため、実現することはなかった。AISではヴィクトリア州プレミアリーグにて2シーズンプレーした。2007-2008シーズンに地元のセントラルコースト・マリナーズFCと契約、2008年9月のパース・グローリーFC戦で負傷したマーク・ボスニッチに代わり初出場を果たした。その1週間後のアデレード・ユナイテッドFC戦で初先発し、3失点ながらも引き分けで先発デビュー戦を終えた。2010年1月のウェリントン・フェニックスFC戦出場を最後に、同年1月18日にブリスベン・ロアーFCへの移籍が発表された。しかしながら思うように出場機会を得られず、ブリスベン・ロアーFCでの出場はゴールドコースト・ユナイテッドFC戦の2試合に留まっている。2012年1月21日、メルボルン・シティFCへの加入が発表されると翌年1月のニューカッスル・ユナイテッド・ジェッツFC戦でデビュー、以後は正ゴールキーパーとしての地位を獲得した。2015年からは地元のニューサウスウェールズに戻り、ウェスタン・シドニー・ワンダラーズFCでプレー、2017年以降はシドニーFCへ移籍し、それまで同クラブの正ゴールキーパーだったダニー・ヴコヴィッチの負傷離脱に伴い、正ゴールキーパーとしてプレーし、2016-17シーズン、2017-18シーズン、2019-2020シーズンのAリーグチャンピオンシップを制覇に貢献した。

### 代表
2019年6月7日の韓国戦で代表初デビューを果たす。2022年6月13日に行われた、ワールドカップの大陸間プレーオフのペルー戦でPK戦にもつれ込んだ時点で、PK戦用のGKとして投入。起用に応え、PKを2本セーブしオーストラリア代表のワールドカップ出場に貢献した。

## 代表歴

### 出場大会
- オーストラリア代表
  - 2022 FIFAワールドカップ

### 試合数
- 国際Aマッチ 4試合 0得点（2019年-2022年）[20]

| オーストラリア代表 | 国際Aマッチ | 国際Aマッチ |
| 年                 | 出場        | 得点        |
| ------------------ | ----------- | ----------- |
| 2019               | 1           | 0           |
| 2020               | 0           | 0           |
| 2021               | 1           | 0           |
| 2022               | 2           | 0           |
| 通算               | 4           | 0           |

## タイトル

### クラブ
セントラルコースト・マリナーズFC
- Aリーグレギュラーシーズン：2007-08

ブリスベン・ロアーFC
- Aリーグレギュラーシーズン：2010-11
- Aリーグファイナルシリーズ：2010-11, 2011-12

シドニーFC
- Aリーグレギュラーシーズン：2016-17, 2017-18, 2019-2020
- Aリーグファイナルシリーズ：2016-17, 2017-18, 2019-2020
- FFAカップ：2017

### 代表
U-20オーストラリア代表
- AFF U-19ユース選手権：2008